# Clásico Paisa

Ticket eines Clásico Paisa mit Heimrecht von Independiente

Clásico Paisa (spanische bzw. vielmehr kolumbianische Bezeichnung für das Derby von Antioquia) kennzeichnet das Stadtderby zwischen den Fußballvereinen Atlético Nacional und Deportivo Independiente aus Medellín, der zweitgrößten Stadt Kolumbiens und Metropole der Region Antioquia.

## Geschichte
Deportivo Independiente Medellin, kurz DIM, wurde bereits 1913 gegründet und ist somit der älteste noch bestehende Fußballverein Kolumbiens. DIM versteht sich selbst als Volksverein (el equipo del pueblo) und gilt traditionell als „proletarisch angehaucht“, während der erst 1947 gegründete Stadtrivale Atlético Nacional bürgerliche Wurzeln hat.
Ein anderer wesentlicher Unterschied zwischen den Vereinen ist, dass Atlético Nacional von Beginn an auf einheimische Spieler setzte und viele seiner Titel mit einer ausschließlich aus Kolumbianern gebildeten Mannschaft gewann, von denen vielen auch der Sprung in die kolumbianische Nationalmannschaft gelang. Dagegen absolvierte DIM die ersten Spielzeiten der 1948 eingeführten Profifußballmeisterschaft Kolumbiens mit einer Reihe von peruanischen Spielern, die die Fußballfans derart entzückten, dass diese Mannschaft den Beinamen La Danza del Sol (dt. Der Sonnentanz) erhielt. In Huldigung an diese Bezeichnung nannte sich die 1972 ins Leben gerufene erste Barra von DIM ebenso.

## Statistik
Atlético Nacional ist die sportlich wesentlich erfolgreichere Mannschaft, mit 16 Titeln (zuletzt 2018-I) Rekordmeister der kolumbianischen Liga und zudem neben Once Caldas (Sieger 2004) der einzige kolumbianische Verein, der bereits die Copa Libertadores (1989 und 2016) gewinnen konnte. Außerdem gewann er viermal die Copa Colombia (zuletzt 2018). Dagegen nehmen sich die sechs Meisterschaften (zuletzt 2016-I) und ein Triumph in der Copa Colombia (1981) von DIM geradezu bescheiden aus.
Der erste Clásico Paisa, der gelegentlich auch als Derbi antioqueño oder Clásico de la montaña bezeichnet wird, wurde am 12. September 1948 im Hipódromo San Fernando ausgetragen und endete mit einem 3:0-Sieg von DIM. Das erste Derby im noch heute von beiden Mannschaften geteilten Estadio Atanasio Girardot fand am 16. Mai 1954 statt und endete 2:2. Erfolgreichster Derbytorschütze auf Seiten von Atlético Nacional ist Víctor Aristizábal mit 19 Treffern und auf Seiten des DIM Jorge Horacio Serna, der elfmal erfolgreich war.

### Derbybilanz
| Wettbewerb        | Spiele | NAC | REM | DIM | Tore NAC | Tore DIM |
| ----------------- | ------ | --- | --- | --- | -------- | -------- |
| Meisterschaft     | 300    | 122 | 94  | 84  | 399      | 337      |
| Pokalwettbewerb   | 16     | 6   | 3   | 7   | 22       | 23       |
| OFFIZIELLE SPIELE | 316    | 128 | 97  | 91  | 421      | 360      |

| Spiele: Spiele insgesamt              |
| NAC: Siege Atlético Nacional          |
| REM: Remis                            |
| DIM: Independiente Medellin           |
| Tore NAC: Tore Atlético Nacional      |
| Tore DIM: Tore Independiente Medellin |